# Cidru

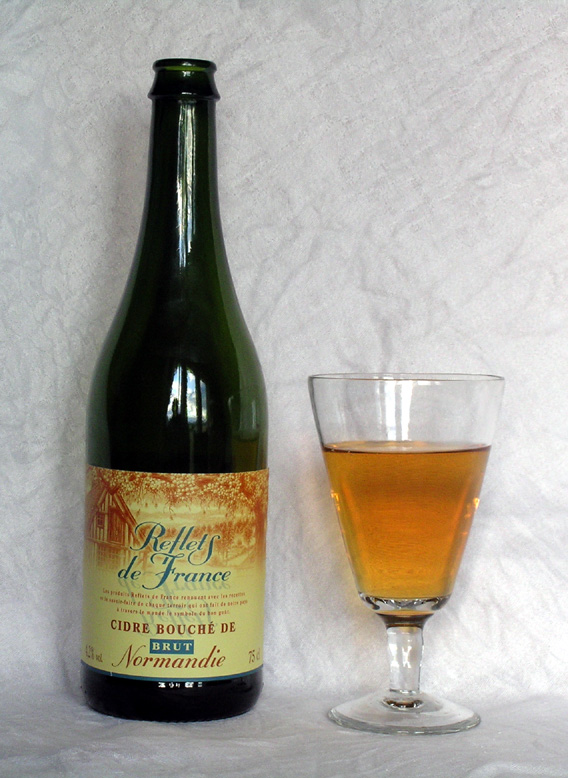
Cidru franţuzesc

Cidrul este o băutură slab alcoolică (în medie 3 - 8%), obținută prin fermentarea fructelor, mai ales a merelor sau perelor, dar și a gutuilor la o temperatură de 4 - 16° Celsius. În Regatul Unit, cidrul de pere este cunoscut sub numele de perry. În S.U.A. și unele părți ale Canadei, termenul cidru se referă de obicei la sucul nealcoolic de mere, pentru cidrul alcoolic fiind folosit termenul hard cider.
Este foarte apreciat în Marea Britanie, în special în sud-vestul Angliei. Marea Britanie deține recordul pentru cel mai mare consum de cidru per capita și este sediul celor mai mari companii producătoare din lume, inclusiv H.P.Bulmer, care e cea mai mare. În Marea Britanie se produc anual 500 milioane litri de cidru. Cidrul este o băutură tradițională în Bretania și Normandia (Franța), Irlanda, Asturia (Spania), Germania, Elveția și Țara Bascilor. Cidrul de pere este popular în Suedia și în Normandia Inferioară (Franța).
Prin dubla distilare a cidrului se obține o băutură numită Calvados, cu un conținut de alcool de până la 40%.